# Dilobura verrucosa
Dilobura verrucosa är en insektsart som beskrevs av Stsl 1859. Dilobura verrucosa ingår i släktet Dilobura och familjen lyktstritar. Inga underarter finns listade i Catalogue of Life.